# Singrist

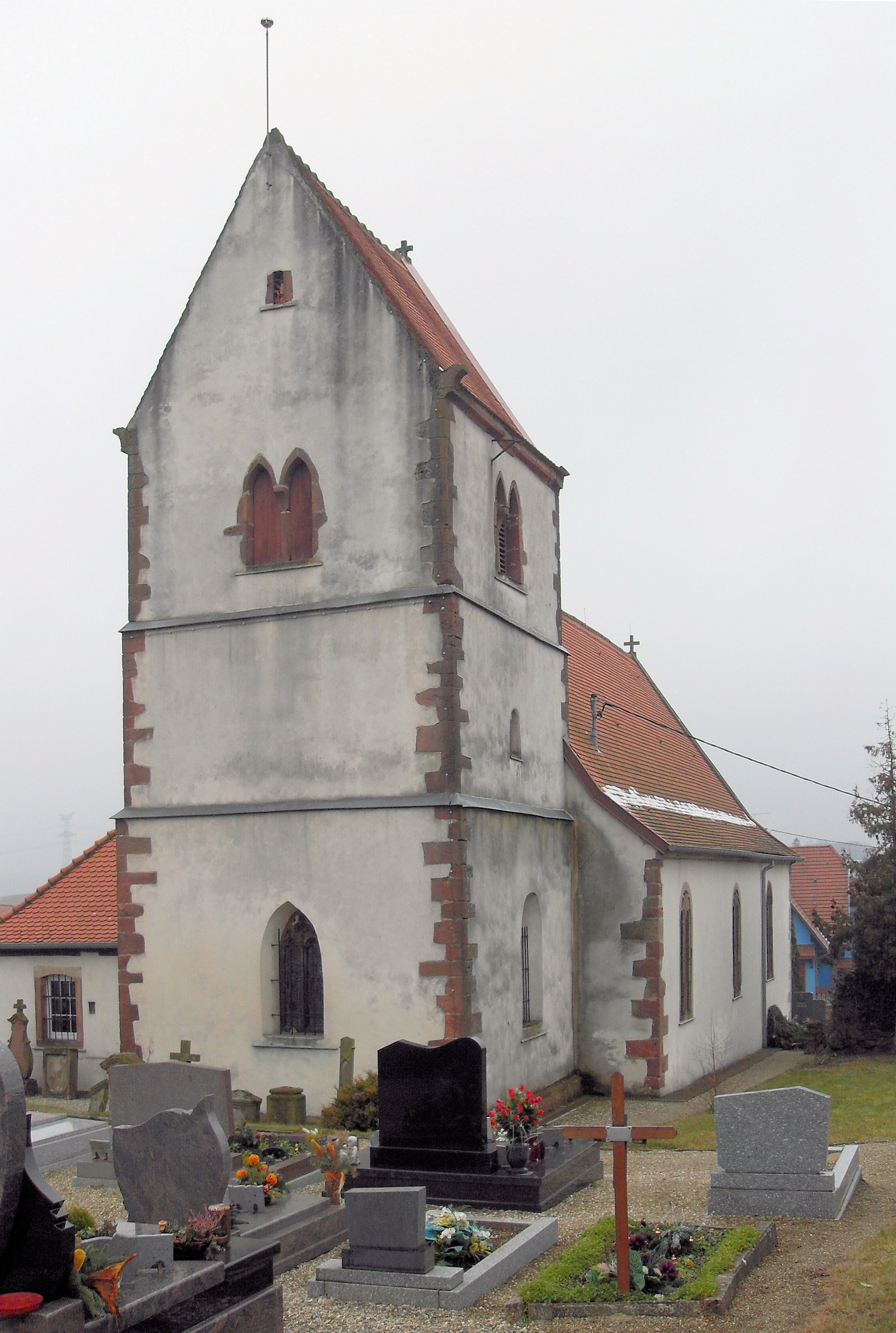
Kirche St. Remigius

Singrist ist eine Commune déléguée in der französischen Gemeinde Sommerau mit 452 Einwohnern (Stand 1. Januar 2021) im Département Bas-Rhin in der Region Grand Est (bis 2015 Elsass).

## Geografie
Singrist liegt in der Oberrheinischen Tiefebene nahe den Vogesen. Singrist wird von der Departementsstraße D 422 erschlossen: nach Saverne im Norden sind es 9 km und nach Molsheim im Süden 19 km. Die Departementsstraße D 1004, die ebenfalls durch das Dorf führt, erreicht nach 31 Kilometern das östlich gelegene Straßburg.
Das Gebiet grenzt im Norden an Marmoutier, im Nordosten an Reutenbourg, im Osten an Jetterswiller, im Südosten an Crastatt, im Süden an Romanswiller und Allenwiller, im Südwesten an Salenthal und im Westen an Dimbsthal.

## Geschichte

### Mittelalter
Das Dorf existierte schon 827. Damals gehörte es dem Kloster Marmoutier. Singrist gehörte später zur Herrschaft Ochsenstein. Es war ein Lehen des Bischofs von Metz. Als die Familie derer von Ochsenstein im Mannesstamm mit Georg von Ochsenstein 1485 ausstarb, gelangte das Erbe über dessen Schwester an die Grafen von Zweibrücken-Bitsch. Die Kirche St-Rémi im Ort geht auf das 10. Jahrhundert zurück.

### Neuzeit
1570 kam es zu einem weiteren Erbfall, der Singrist zur Grafschaft Hanau-Lichtenberg brachte: Graf Jakob von Zweibrücken-Bitsch (* 1510; † 1570) und sein schon 1540 verstorbener Bruder Simon V. Wecker hinterließen nur jeweils eine Tochter als Erbin. Die Tochter des Grafen Jakob, Margarethe (* 1540; † 1569), war mit Philipp V. von Hanau-Lichtenberg (* 1541; † 1599) verheiratet. Zu dem sich aus dieser Konstellation ergebenden Erbe zählte auch die Herrschaft Ochsenstein. In der Verwaltungsstruktur der Grafschaft Hanau-Lichtenberg wurde Singrist dem Amt Westhofen zugeschlagen. Philipp V. von Hanau-Lichtenberg führte in den ererbten Gebieten sofort die Reformation durch, die wie sein übriges Herrschaftsgebiet nun lutherisch wurden. Im Dreißigjährigen Krieg waren im Ort Truppen stationiert.
Mit der Reunionspolitik Frankreichs unter König Ludwig XIV. kamen das Amt Westhofen und Singrist unter französische Oberhoheit. Nach dem Tod des letzten Hanauer Grafen, Johann Reinhard III., fiel das Erbe 1736 an den Sohn seiner einzigen Tochter, Charlotte, den Erbprinzen und späteren Landgrafen Ludwig (IX.) von Hessen-Darmstadt. Singrist gehörte in Hessen-Darmstädtischer Zeit nicht mehr zum Amt Westhofen.
Die Gemeinde Singrist wurde am 1. Januar 2016 mit Allenwiller, Birkenwald und Salenthal zur Commune nouvelle Sommerau zusammengelegt.

### Bevölkerungsentwicklung
| 1836 | 1846 | 1856 | 1866 | 1962 | 1968 | 1975 | 1982 | 1990 | 1999 | 2006 | 2017 |
| ---- | ---- | ---- | ---- | ---- | ---- | ---- | ---- | ---- | ---- | ---- | ---- |
| 429  | 429  | 412  | 389  | 266  | 278  | 296  | 318  | 319  | 329  | 330  | 454  |